# Station Haute-Flône
Station Haute-Flône is een spoorweghalte langs spoorlijn 125 (Namen - Luik) in Flône, een deelgemeente van de gemeente Amay. Het werd geopend in 1888 en tijdens de wereldoorlogen niet bediend.

## Treindienst
| Serie       | Treinsoort          | Route | Bijzonderheden                                                                                                  |
| ----------- | ------------------- | --- | --- |
| L 4950      | L-trein (NMBS)      | Luik-Guillemins – Haute-Flône – Hoei – Namen                                                                           | |
| P 7460/8460 | Piekuurtrein (NMBS) | Statte – Haute-Flône – Luik-Guillemins                                                                                 | Rijdt alleen op werkdagen.                                                                                      |
| P 7480/8480 | Piekuurtrein (NMBS) | [ Hoei – Namen ] / [ Herstal – Luik-Sint-Lambertus – Luik-Guillemins – [ Rivage – Gouvy ] / [ Haute-Flône – Statte ] ] | Rijdt alleen op werkdagen. Een trein vanuit Herstal naar Gouvy. Twee treinen per richting tussen Hoei en Namen. |

## Reizigerstellingen
De grafiek en tabel geven het gemiddeld aantal instappende reizigers weer op een week-, zater- en zondag.
| Tabel: aantal instappende reizigers station Haute-Flône | Tabel: aantal instappende reizigers station Haute-Flône | Tabel: aantal instappende reizigers station Haute-Flône | Tabel: aantal instappende reizigers station Haute-Flône |
|                                                         | Weekdag                                                 | Zaterdag                                                | Zondag                                                  |
| ------------------------------------------------------- | ------------------------------------------------------- | ------------------------------------------------------- | ------------------------------------------------------- |
| 1977                                                    | 132                                                     | 22                                                      | 9                                                       |
| 1978                                                    | 114                                                     | 21                                                      | 20                                                      |
| 1979                                                    | 114                                                     | 45                                                      | 18                                                      |
| 1980                                                    | 117                                                     | 49                                                      | 15                                                      |
| 1981                                                    | 142                                                     | 28                                                      | 16                                                      |
| 1982                                                    | 144                                                     | 25                                                      | 14                                                      |
| 1983                                                    | 155                                                     | 32                                                      | 19                                                      |
| 1984                                                    | 121                                                     | 36                                                      | 26                                                      |
| 1985                                                    | 152                                                     | 21                                                      | 20                                                      |
| 1986                                                    | 163                                                     | 38                                                      | 37                                                      |
| 1987                                                    | 165                                                     | 41                                                      | 21                                                      |
| 1988                                                    | 156                                                     | 38                                                      | 22                                                      |
| 1989                                                    | 157                                                     | 34                                                      | 24                                                      |
| 1990                                                    | 135                                                     | 24                                                      | 18                                                      |
| 1991                                                    | 155                                                     | 39                                                      | 22                                                      |
| 1992                                                    | 173                                                     | 37                                                      | 29                                                      |
| 1993                                                    | 177                                                     | 42                                                      | 23                                                      |
| 1994                                                    | 165                                                     | 28                                                      | 11                                                      |
| 1995                                                    | 152                                                     | 26                                                      | 19                                                      |
| 1996                                                    | 178                                                     | 18                                                      | 15                                                      |
| 1997                                                    | 162                                                     | 19                                                      | 14                                                      |
| 1998                                                    | 159                                                     | 26                                                      | 8                                                       |
| 1999                                                    | 167                                                     | 22                                                      | 16                                                      |
| 2000                                                    | 230                                                     | 28                                                      | 30                                                      |
| 2001                                                    | 149                                                     | 20                                                      | 16                                                      |
| 2002                                                    | 153                                                     | 28                                                      | 14                                                      |
| 2003                                                    | 147                                                     | 13                                                      | 8                                                       |
| 2004                                                    | 120                                                     | 22                                                      | 12                                                      |
| 2005                                                    | 147                                                     | 22                                                      | 14                                                      |
| 2006                                                    | 192                                                     | 21                                                      | 10                                                      |
| 2007                                                    | 155                                                     | 26                                                      | 17                                                      |
| 2008                                                    | -                                                       | -                                                       | -                                                       |
| 2009                                                    | 156                                                     | 22                                                      | 8                                                       |
| 2010                                                    | -                                                       | -                                                       | -                                                       |
| 2011                                                    | -                                                       | -                                                       | -                                                       |
| 2012                                                    | 176                                                     | 13                                                      | 10                                                      |
| 2013                                                    | 178                                                     | 15                                                      | 16                                                      |
| 2014                                                    | 118                                                     | 13                                                      | 10                                                      |
| 2015                                                    | 153                                                     | -                                                       | -                                                       |
| 2016                                                    | 115                                                     | 11                                                      | 7                                                       |
| 2017                                                    | 119                                                     | 12                                                      | 21                                                      |
| 2018                                                    | 95                                                      | 15                                                      | 13                                                      |
| 2019                                                    | 99                                                      | 26                                                      | 13                                                      |
| 2020                                                    | 68                                                      | 17                                                      | 7                                                       |
| 2021                                                    | -                                                       | -                                                       | -                                                       |
| 2022                                                    | 184                                                     | 74                                                      | 28                                                      |
| 2023                                                    | 139                                                     | 32                                                      | 23                                                      |
| 2024                                                    | 137                                                     | 60                                                      | 33                                                      |

0,0: Luik-Guillemins ·
1,1: Val-Benoît ·
2,9: Sclessin ·
5,1: Tilleur ·
6,4: Pont-de-Seraing ·
7,3: Jemeppe-sur-Meuse ·
9,3: Flémalle-Grande ·
10,0: Leman ·
11,2: Flémalle-Haute ·
12,3: Chokier ·
14,0: Aigremont ·
15,3: Engis ·
17,3: La Mallieue ·
18,8: Hermalle-sous-Huy ·
21,2: Haute-Flône ·
22,5: Amay ·
24,9: Ampsin ·
27,9: Corphalie ·
29,4: Hoei ·
30,4: Statte ·
32,7: Bas-Oha ·
35,7: Java ·
40,3: Andenne ·
41,7: Château-de-Seilles ·
46,5: Sclaigneaux ·
48,8: Namêche ·
51,5: Marche-les-Dames ·
54,7: Beez ·
57,1: Faubourg-Saint-Nicolas ·
59,5: Namen